# Eucalyptus myriadena
Eucalyptus myriadena là một loài thực vật có hoa trong Họ Đào kim nương. Loài này được Brooker mô tả khoa học đầu tiên năm 1981.